# Síndrome de Osgood-Schlatter
A síndrome Osgood-Schlatter (OS) é uma doença osteo-muscular que ocorre na adolescência, conhecida também como osteocondrite do tubérculo tibial. A síndrome caracteriza-se por uma inflamação do ligamento patelar na tuberosidade da tíbia, caracterizando-se por um inchaço doloroso logo abaixo do joelho, que é pior com a atividade e melhor com o descanso. A OS é uma apofisite de tração do tubérculo tibial devido à tensão repetitiva no centro secundário de ossificação da tuberosidade da tíbia. Episódios de dor geralmente duram alguns meses. Um ou ambos os joelhos podem ser afetados e as crises podem recorrer. Geralmente é um quadro benigno.
Os fatores de risco incluem o uso excessivo, especialmente esportes que envolvem correr ou pular. O mecanismo subjacente é a tensão repetida na placa de crescimento da tíbia superior. O diagnóstico é tipicamente baseado nos sintomas. Uma radiografia simples pode ser normal ou mostrar fragmentação na área de fixação.
A dor geralmente se resolve com o tempo. Aplicar frio na área afetada, alongamento e exercícios de fortalecimento podem ajudar. Os AINEs, como o ibuprofeno, podem ser usados. Atividade ligeiramente menos estressante pode ser recomendada para diminuir a progressão da doença e os impactos negativos.
Cerca de 4% das pessoas são afetadas em algum momento. Meninos com idade entre 10 e 15 anos são mais afetados mas meninas, geralmente entre os 8 e 12 anos, também podem apresentar a síndrome, apresentando quadro de dor, edema e sensibilidade alterada na tuberosidade da tíbia. Após o crescimento desacelerar, normalmente com 16 anos de idade em meninos e 14 em meninas, a dor não ocorrerá mais, apesar de que algum impacto ainda permanecer nesses indivíduos. Apesar de se apresentar em um dos membros, a doença é bilateral em 20% dos casos. Uma das possíveis causas são as microlesões repetitivas. Mesmo que as causas exatas ainda sejam desconhecidas.  A etiologia básica das osteocondroses é complexa e pode incluir fatores traumáticos, hormonais, genéticos ou inflamatórios.
A condição leva o nome de Robert Bayley Osgood (1873-1956), um cirurgião ortopédico americano e Carl B. Schlatter (1864-1934), um cirurgião suíço que descreveram a condição de forma independente em 1903, e simultaneamente.
Outras condições, como a doença de Sinding-Larsen-Johansson, podem ocorrer concomitantemente, e os efeitos a longo prazo podem incluir uma proeminência anterior no joelho ou dor ao agachar.

## Sinais e sintomas
A doença de Osgood-Schlatter causa dor na parte inferior frontal do joelho. Isso geralmente ocorre na junção ligamento-osso do ligamento patelar e da tuberosidade da tíbia. A tuberosidade da tíbia é uma ligeira elevação do osso na porção anterior e proximal da tíbia. O tendão patelar conecta os músculos do quadríceps à tíbia através da patela.
A dor é pior com o impacto agudo do joelho e pode ser reproduzida estendendo o joelho contra a resistência, enfatizando o quadríceps ou golpeando o joelho. A dor é inicialmente leve e intermitente. Na fase aguda, a dor é grave e contínua em qualquer momento. O impacto na área afetada pode ser muito doloroso. Sintomas bilaterais são observados em 20 a 30% das pessoas.

## Diagnóstico

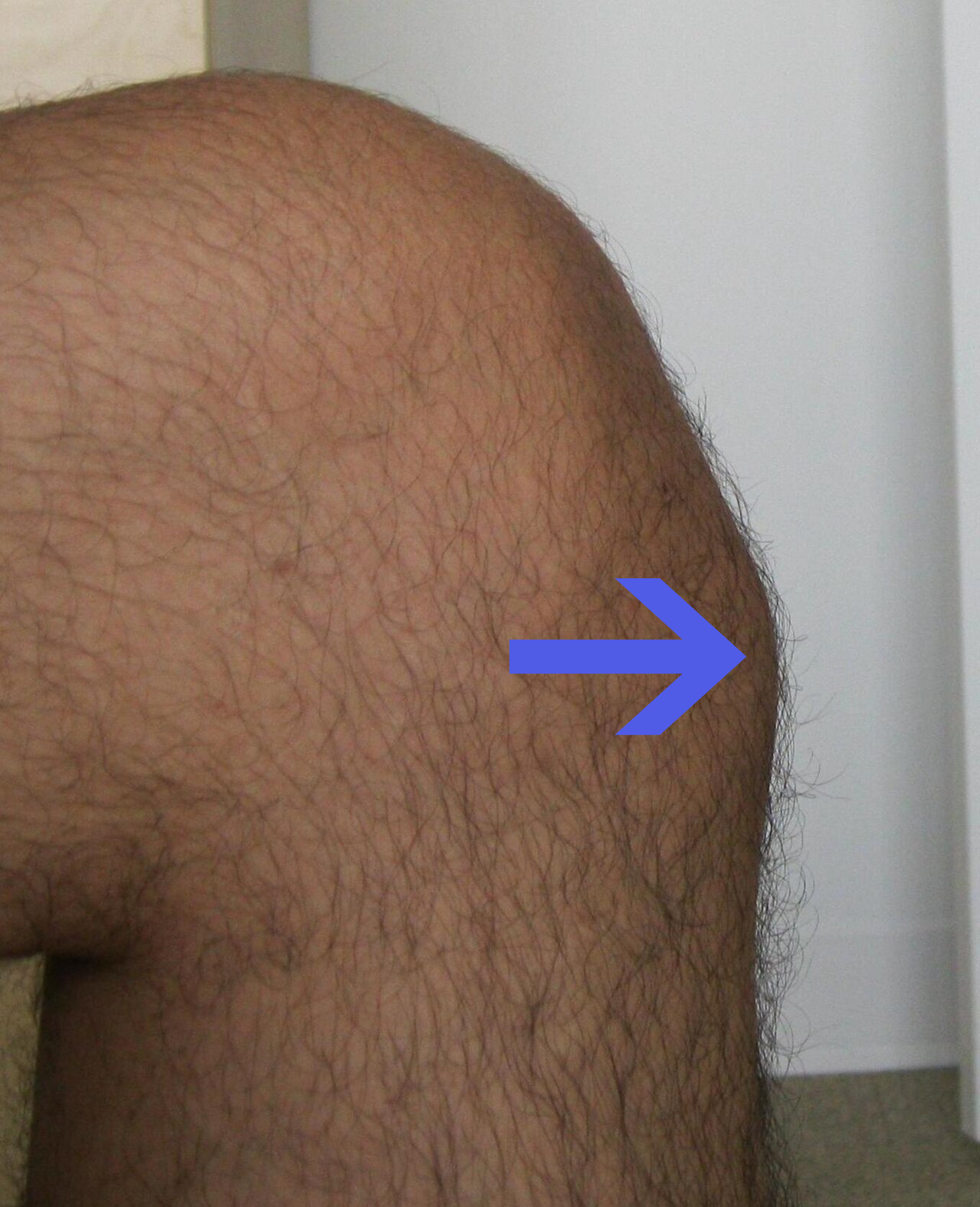
Joelho de um homem com doença de Osgood-Schlatter.

O diagnóstico é feito com base em sinais e sintomas, palpação da tuberosidade da tíbia gerando dor, além do exame radiográfico.

### Ultrassonografia
Esse teste pode ver vários sinais de aviso que prevêem se o OSD pode ocorrer. A ultrassonografia pode detectar se há algum inchaço no tecido, bem como inchaço da cartilagem, fragmentação da tuberosidade tibial, espessamento difuso do tendão patelar e bursite infrapatelar.
O principal objetivo da ultrassonografia é identificar o OSD no estágio inicial e não no estágio tardio. Ele tem características únicas, como a detecção de um aumento de inchaço na tíbia ou da cartilagem ao redor da área e também pode ver se há algum osso novo começando a se acumular ao redor da tuberosidade da tíbia.

### Diagnóstico diferencial
Para ter o diagnóstico fechado, é preciso ser feito a exclusão de outros quadros que se assemelham à OS, tais como: doença de hoffa, síndrome de plica, condromalácia patelar, tendinopatia patelar, Síndrome de Legg-Calvé-Perthes; e Síndrome de Sinding-Larsen e Johansson que é uma condição análoga envolvendo o tendão patelar e a margem inferior do osso da patela, em vez da margem superior da tíbia. A doença de Sever é uma condição análoga que afeta a ligação do tendão de Aquiles ao calcanhar.

## Prevenção

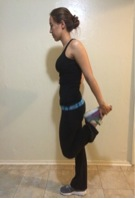
Exemplo de como alongar o músculo quadríceps.

Uma das principais formas de prevenir o ODS é verificar a flexibilidade do quadríceps e isquiotibiais. A falta de flexibilidade nesses músculos pode ser um indicador de risco direto para a ODS. Os músculos podem encurtar, o que pode causar dor, mas isso não é permanente. Alongamentos para esses músculos podem ajudar a reduzir o encurtamento.

## Tratamento
O tratamento geralmente é conservador, com repouso, gelo e exercícios específicos recomendados. A fisioterapia é geralmente recomendada uma vez que os sintomas iniciais tenham melhorado para prevenir a recorrência.Cirurgia raramente pode ser usada naqueles que pararam de crescer e ainda apresentam sintomas.

### Fisioterapia
Os esforços recomendados incluem exercícios para melhorar a força dos músculos quadríceps, isquiotibiais e gastrocnêmios. A  colocação ou uso de um elenco ortopédico para impor a imobilização da articulação raramente é necessária e não necessariamente encoraja uma resolução mais rápida. No entanto, a órtese pode dar conforto e ajudar a reduzir a dor, uma vez que reduz a tensão no tubérculo tibial. Fortalecimento muscular do quadríceps, através da cinesioterapia, orientações gerais ao paciente, o uso de laserterapia estão relacionado com a melhora do quadro de dor e limitação. Estudos afirmam que a hidroterapia é um grande aliado pois ajuda na mobilidade e força, melhorando a resistência cardiovascular, a flexibilidade, velocidade, equilíbrio e coordenação motora.

### Cirurgia
A excisão cirúrgica pode raramente ser necessária em pacientes esqueleticamente maduros. Nos casos crônicos que são refratários ao tratamento conservador, a intervenção cirúrgica produz bons resultados, particularmente para pacientes com ossículos ósseos ou cartilaginosos. A excisão desses ossículos produz resolução dos sintomas e retorna à atividade em várias semanas. Após a cirurgia, é comum a falta de fluxo sanguíneo abaixo dos joelhos e dos pés. Isso pode causar a perda de circulação na área, mas voltará ao normal em breve. Uma dor alta pode ir e vir de vez em quando, devido à falta de fluxo sanguíneo. Se isso acontecer, sentar-se ajudará a diminuir a dor. A remoção de todos os ossículos intratendinosos frouxos associados a tubérculos tibiais proeminentes é o procedimento de escolha, tanto do ponto de vista funcional quanto do cosmético.

### Reabilitação
Reabilitação centra-se no fortalecimento muscular, treinamento de marcha e controle da dor para restaurar a função do joelho. Tratamentos não -cirúrgicos para sintomas menos graves incluem: exercícios para força, alongamentos para aumentar a amplitude de movimento, compressas de gelo, fita do joelho, joelheiras, agentes anti-inflamatórios e estimulação elétrica para controlar a inflamação e a dor. Exercícios de quadríceps e isquiotibiais prescritos por especialistas em reabilitação restauram a flexibilidade e a força muscular.

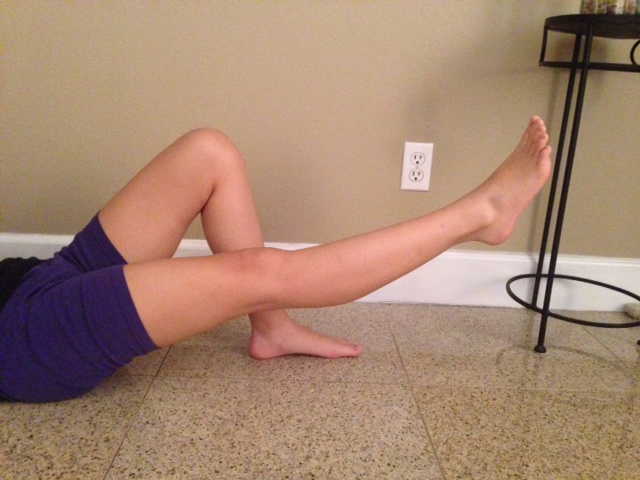
A perna reta levantada ajuda a fortalecer o quadríceps sem a necessidade de dobrar o joelho. O joelho deve ser mantido reto, as pernas devem ser levantadas e abaixadas lentamente, e repetições devem ser mantidos por três a cinco segundos.

A educação e o conhecimento sobre alongamentos e exercícios são importantes. Os exercícios devem não ter dor e aumenta-se a carga gradualmente de acordo com a adaptação do paciente. O paciente recebe orientações rígidas sobre como realizar exercícios em casa para evitar mais lesões. Cerca de 90% dos pacientes respondem bem ao tratamento não-cirúrgico.

## Prognóstico
A condição geralmente é autolimitada e é causada pelo estresse no tendão patelar que prende o músculo quadríceps na parte frontal da coxa à tuberosidade da tíbia. Após um surto de crescimento na adolescência, o estresse repetido da contração do quadríceps é transmitido através do tendão patelar para a tuberosidade imatura da tíbia. Isso pode causar múltiplas fraturas avulsão subaguda juntamente com a inflamação do tendão, levando ao excesso de crescimento ósseo na tuberosidade e produzindo um nódulo visível que pode ser muito doloroso, especialmente quando atingido. Atividades como ajoelhar também podem irritar o tendão.
Os sintomas geralmente se resolvem com o tratamento, mas podem recorrer por 12–24 meses antes da resolução completa na maturidade esquelética, quando a epífise tibial se funde. Em alguns casos, os sintomas não desaparecem até que o paciente esteja completamente crescido. Em aproximadamente 10% dos pacientes, os sintomas continuam inalterados até a idade adulta, apesar de todas as medidas conservadoras.

Além disso, em 2014, um estudo de caso com 261 pacientes os observou durante 12 a 24 meses. 237 dessas pessoas responderam bem à restrição esportiva e aos agentes antiinflamatórios não-esteróides, o que resultou na recuperação da atividade atlética normal.